# Yoshiji Kigami
Yoshiji Kigami ((木上 益治, Kigami Yoshiji) est un animateur, réalisateur de télévision et un réalisateur de films d’animation japonais né le 28 décembre 1957 et mort le 18 juillet 2019 à Kyoto.

## Biographie
Enfant, Kigami était grand amateur des films de Disney et des anime basés sur les mangas de Osamu Tezuka ce qui l'amène à devenir animateur. Il a commencé à travailler chez Shin-Ei Animation avant de rejoindre Kyoto Animation. Kigami obtient la reconnaissance de l'industrie de l'animation pour son travail sur Le Tombeau des lucioles et Akira comme animateur-clé. En 2003, Kigami réalise sa première œuvre, Munto, et devient par la suite instructeur au sein du programme d'apprentissage de Kyoto Animation. 
Le 18 juillet 2019, un homme a allumé un incendie dans le studio 1 de Kyoto Animation, faisant au moins 35 morts et 33 blessés. D'abord porté disparu, son décès dans l'incendie est confirmé par la police le 2 août.

## Filmographie

### Réalisation
- 2003 : Munto (?) (OAV)
- 2005 : Munto 2: Beyond the Walls of Time (Munto 時の壁をこえて, Munto toki no kabe o koete?) (OAV)
- 2009 : Sora o miageru shōjo no hitomi ni utsuru sekai (空を見上げる少女の瞳に映る世界, Sora o miageru shōjo no hitomi ni utsuru sekai?) (TV)
- 2009 : Tenjōbito to akutobito saigo no tatakai (天上人とアクト人最後の戦い, Tenjōbito to akutobito saigo no tatakai?) (film)
- 2017 : Baja no Studio (バジャのスタジオ, Baja no Sutajio?) (OAV)
- 2019 : Baja no Studio - Baja no Mita Umi (バジャのスタジオ ～バジャのみた海, Baja no Sutajio - - Baja no Mita Umi?) (OAV)

### Autres
- 1988 : Le Tombeau des lucioles (火垂るの墓, Hotaru no haka?) (OAV), animateur-clé
- 1988 : Akira (アキラ, Akira?) (OAV), animateur-clé
- 2003 : Full Metal Panic? Fumoffu (フルメタル・パニック? ふもっふ, Furumetaru Panikku? Fumoffu?) (TV), animateur-clé
- 2005 : Air (ゲーム, AIR?) (TV), storyboard et réalisateur de l'épisode 11
- 2005 : Full Metal Panic! The Second Raid (フルメタル パニック！ The Second Raid, Furumetaru Panikku! The Second Raid?) (TV), storyboard des épisodes 4, 8 et 12, réalisateur des épisodes 4 et 12
- 2007 : Clannad (クラナド, Kuranado?) (TV), réalisateur de l'épisode 3, animateur-clé sur les épisodes 12, 23 et 24
- 2009 : K-ON! (けいおん!, Keion!?) (TV), animateur-clé sur les épisodes 10 et 11
- 2011 : Nichijō (日常, Nichijō?) (TV), storyboard et réalisateur des épisodes 6, 14 et 20
- 2011 : K-ON! Le Film (映画けいおん!, Eiga Keion!?) (Film), animateur-clé
- 2012 : Hyōka (氷菓, Hyōka?) (TV), storyboard et réalisateur de l'épisode 5, animateur-clé
- 2012 : Love, Chunibyo and Other Delusions! (中二病でも恋がしたい!, Chūnibyō demo koi ga shitai!?) (TV), storyboard et réalisateur de l'épisode 6
- 2013 : Tamako Market (たまこまーけっと, Tamako māketto?) (TV), storyboard de l'épisode 9, réalisateur des épisodes 2 et 9, animateur-clé sur l'épisode 1
- 2013 : Free! (TV), animateur-clé
- 2015 : Sound! Euphonium (響け! ユーフォニアム, Hibike! Yūfoniamu?) (TV), réalisateur des épisodes 5 et 12
- 2016 : Silent Voice (映画聲の形, Eiga koe no katachi?) (Film), animateur-clé
- 2018 : Violet Evergarden (ヴァイオレット・エヴァーガーデン, Vaioretto Evāgāden?) (TV), storyboard et réalisateur de l'épisode 6